# Palaeopharidae
Palaeopharidae zijn een uitgestorven familie van tweekleppigen uit de orde Modiomorphida.

## Taxonomie
Het volgende geslacht is bij de familie ingedeeld:
- † Palaeopharus Kittl, 1907